# Helvécia

Herb

Helvécia – wieś i gmina w środkowej części Węgier, w pobliżu miasta Kecskemét, będącego stolicą komitatu. Miejscowość leży na obszarze Wielkiej Niziny Węgierskiej, w komitacie Bács-Kiskun, w powiecie Kecskemét. Gmina liczy 4471 mieszkańców (styczeń 2011) i zajmuje obszar 56,47 km².

## Miasta partnerskie
- Sirnach, Szwajcaria